# Atlas Elektronik
Atlas Elektronik es un negocio de sistemas y electrónica naval / marina con sede en Bremen, Alemania. Está involucrado en el desarrollo de sistemas de sonar integrados para submarinos y torpedos de peso pesado.
La compañía era una filial de BAE Systems hasta diciembre de 2005, cuando se vendió a ThyssenKrupp y EADS.
Atlas Elektronik se convirtió en una subsidiaria de ThyssenKrupp Marine Systems en 2017.

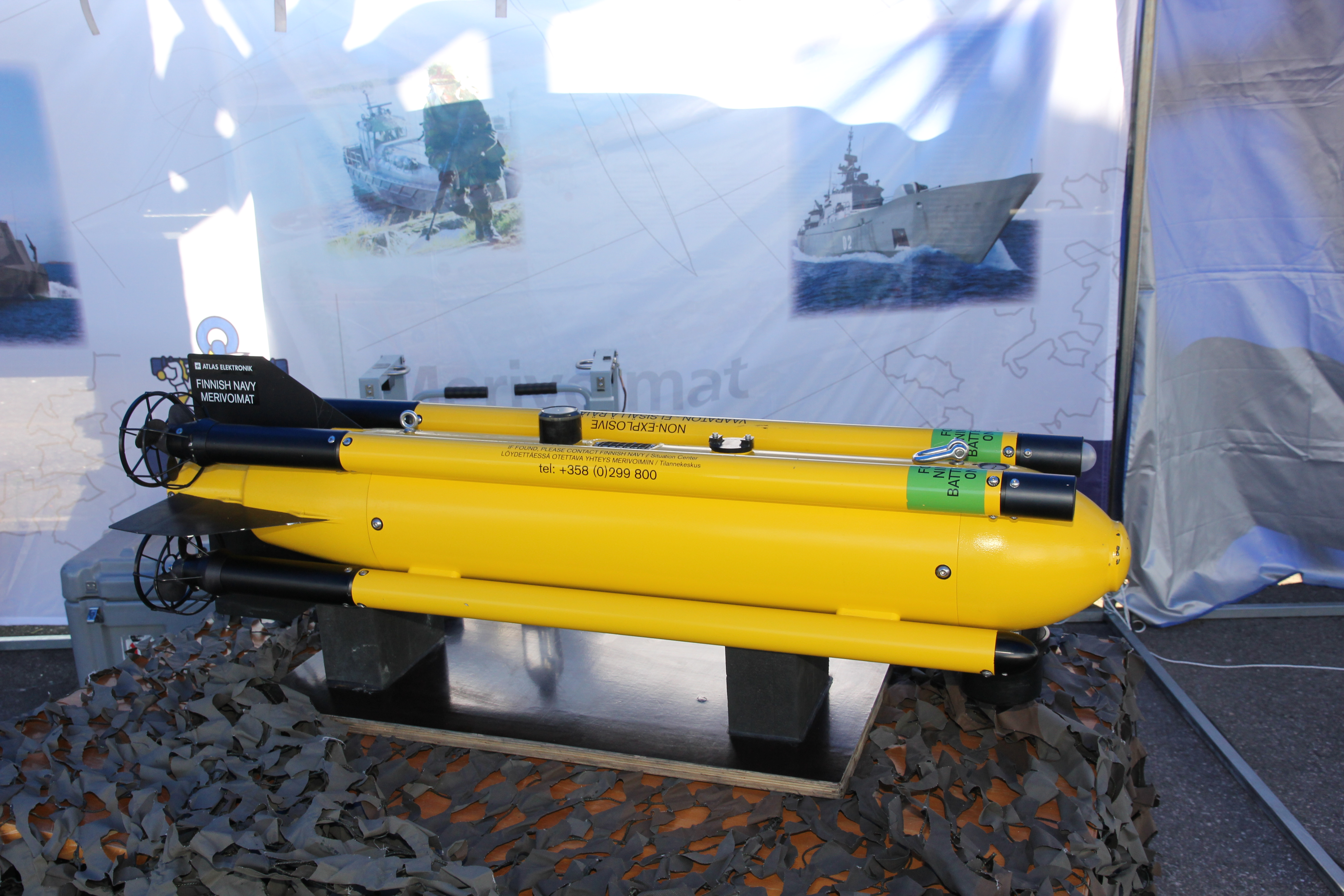
Seafox-I Merivoimien vuosipäivä 2014 01

## Historia

### Historia temprana
La compañía fue fundada en 1902 como Norddeutsche Maschinen- und Armaturenfabrik GmbH, centrándose en la construcción naval y en los servicios de ingeniería naval. Su nombre fue cambiado en 1911 a Atlas Werke AG, el origen de su nombre actual.
Durante la Primera Guerra Mundial, Atlas Werke construyó submarinos para la Armada Imperial Alemana.
Después de la guerra, la compañía se redujo en tamaño y comenzó a centrarse en la tecnología civil, debido a las restricciones impuestas por el Tratado de Versalles.
Tras la toma del poder por parte de los nazis, la compañía creció hasta convertirse en un proveedor de armas para la Kriegsmarine. Atlas fabricaba torpedos, limpiadores de minas y máquinas Enigma, entre otras cosas.

### Después de 1945
Después del final de la Segunda Guerra Mundial, el Atlas fue reconstruido. La división de construcción naval y otras áreas comerciales se vendieron, cambiando el enfoque únicamente a la electrónica marina y de defensa.
A partir de la década de 1960, la compañía cambió de propietario varias veces, incluidos varios años como subsidiaria de Friedrich Krupp AG (después de 1965) y Bremer Vulkan (1991). En 1992, Atlas se fusionó con STN Systemtechnik Nord, un gran proveedor de electrónica de defensa, en STN Atlas Elektronik GmbH. Cinco años más tarde, en 1997, STN Atlas fue adquirida por Rheinmetall (51%) y BAE Systems (49%).
En 2003 STN Altas se dividió; Rheinmetall adquirió el negocio de sistemas terrestres (Rheinmetall Defence Electronics) y BAE tomó el control del negocio naval, manteniendo el nombre de Atlas Elektronik.

## Productos
- Sistemas submarinos
- Sistemas de combate de superficie.
- Sistemas de guerra de minas, por ejemplo. SeaFox ROV para la eliminación de minas
- Sistemas de guerra antisubmarina.
- Sistemas de seguridad marítima
- Vehículos no tripulados
- Armas navales, por ejemplo. Torpedo de peso pesado DM2A4 (SeaHake mod 4)
- Sistemas de comunicación marina
- Servicios al cliente

- Datos: Q176856